# Petronilla de Meath

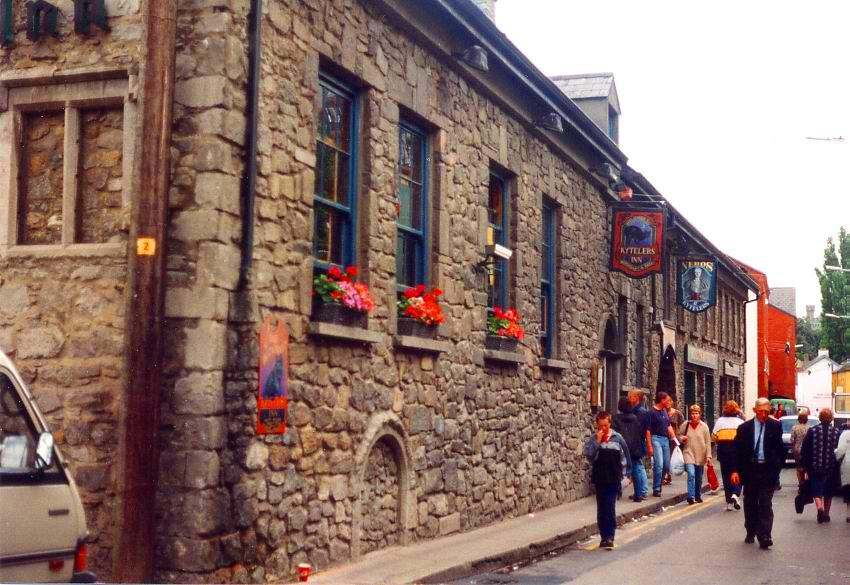
Kyteler's Inn, un tempo la casa di Alice Kyteler dove lavorava Petronilla de Meath

Petronilla de Meath (Contea di Meath, 1300 circa – Kilkenny, 3 novembre 1324) fu una domestica della ricca donna irlandese Alice Kyteler. In seguito alla morte del quarto marito della sua padrona, venne accusata di stregoneria e condannata al rogo il 3 novembre 1324. È stata la prima donna bruciata sul rogo per stregoneria in Irlanda e Gran Bretagna.

## L'accusa di stregoneria
Petronilla nacque probabilmente nella Contea di Meath, in Irlanda, intorno al 1300. Della sua vita si sa solo che nel 1324 lavorava come serva nella casa di Alice Kyteler, una ricca donna di Kilkenny. Aveva una figlia di nome Sarah oppure Basilia.
Figlia di un mercante di tessuti, Alice Kyteler aveva sposato a 17 anni il banchiere e usuraio William Outlaw, allora sindaco di Kilkenny, da cui aveva avuto un figlio chiamato William come il padre. In seguito alla morte del marito si era sposata altre tre volte, l'ultima delle quali con il baronetto Sir John le Poer. Quando anche le Poer si ammalò e morì i figli che il baronetto aveva avuto dalle nozze precedenti accusarono Alice Kyteler di averlo avvelenato, di avere causato la morte anche dei precedenti mariti e di avere fatto ricorso alla stregoneria per ottenere ricchezza e potere.
Alice Kyteler non era ben vista dalla popolazione per via della sua attività come usuraia, e la morte dei quattro mariti le aveva causato la fama di portatrice di sventura. Il vescovo di Ossory Richard de Ledrede raccolse la denuncia e accusò Alice Kyteler, suo figlio William e una decina di presunti complici tra cui Petronilla de Meath di rinnegare Cristo, avere eseguito sacrifici animali e di praticare la stregoneria.

## Il processo e la condanna
Il vescovo si rivolse al cancelliere Roger Utlagh (talvolta scritto Outlaw) chiedendo l'arresto di Alice Kyteler e dei suoi complici, ma egli era il cognato della donna, fratello del suo primo marito, e ordinò al contrario di arrestare Richard de Ledrede per avere falsificato delle prove.
Il vescovo venne rilasciato dopo diciassette giorni, al termine dei quali ribadì le proprie accuse. Nel frattempo Alice Kyteler era fuggita in Inghilterra, così de Ledrede indicò la serva Petronilla come responsabile dei crimini imputati alla sua padrona. Il processo, basato sul diritto canonico che equiparava la stregoneria all'eresia, è ricordato come il primo processo per stregoneria in Irlanda. Arrestata e torturata ripetutamente, alla fine la giovane serva confessò tutte le accuse mosse dal vescovo. Confermò che Alice Kyteler intratteneva rapporti carnali con dei demoni, praticava sacrifici animali e aveva creato pozioni e unguenti magici per avvelenare ed uccidere i propri mariti facendo in modo che lasciassero in eredità i propri bene e lei e a suo figlio William.
Alice Kyteler era fuggita lontano dall'Irlanda e William, che godeva di una notevole influenza nella comunità, venne solo condannato ad alcune penitenze. Petronilla al contrario venne condannata al rogo al posto della sua padrona il 3 novembre 1324, e fu la prima persona in Irlanda ad essere messa a morte per stregoneria. Fino ad allora infatti la pena per l'eresia era semplicemente la scomunica.

## Conseguenze
Il processo, in realtà spesso ricordato come "il processo di Alice Kyteler", e la condanna sul rogo di Petronilla vennero presi a modello per molti processi per stregoneria a partire dai decenni successivi.
Nel 1979 l'artista statunitense Judy Chicago inserì Petronilla de Meath tra le 39 donne del suo The Dinner Party, installazione artistica conservata al Brooklyn Museum che ricorda 39 figure femminili importanti ma poco considerate dalla storia.